# Ahausen
Ahausen là một village huyện Rotenburg, bang Niedersachsen, Đức. Đô thị này có diện tích 34,41 km². 
Ahausen có cự ly 8 km về phía tây nam của Rotenburg, 35 km, 22 dặm Anh về phía đông của Bremen và 70 km. (44 mile) về phía tây nam của Hamburg.